# Jean-Baptiste Vérany
Jean-Baptiste Vérany, noto anche come Giambattista Verani (Nizza, 28 febbraio 1800 – Nizza, 1º marzo 1865), è stato uno zoologo francese.

## Biografia
Fu uno specialista nello studio dei cefalopodi, scoprendone e descrivendone molte specie. Anche il Chiroteuthis veranyi, scoperto da André Étienne d'Audebert de Férussac, fu a lui dedicato.
Nel 1836-38 partecipò come naturalista alla spedizione della fregata Euridice della Marina Sarda. Scoprì nell'Oceano Atlantico due nuove specie di cefalopodi e ne fece relazione nelle Memorie della reale accademia delle scienze di Torino.
Nel 1846 fondò il Museo di storia naturale di Nizza assieme a Jean-Baptiste Barla (1817–1896).

## Verany e Victor Hugo
Victor Hugo, scrivendo nel 1865 il romanzo Travailleurs de la mer, saccheggiò l'opera di Vérany, da cui trasse una terminologia e descrizioni scientifiche sulla piovra e ai cui acquerelli si ispirò per disegnarla.

| Verany è l'abbreviazione standard utilizzata per le specie animali descritte da Jean-Baptiste Vérany. Categoria:Taxa classificati da Jean-Baptiste Vérany |